# Граховше
Граховше (словен. Grahovše) — поселення в общині Тржич, Горенський регіон, Словенія. Висота над рівнем моря: 806,2 м.